# Konz (commune fusionnée)
Konz est une commune fusionnée (Verbandsgemeinde) de l'arrondissement de Trèves-Sarrebourg dans la Rhénanie-Palatinat en Allemagne. Le siège de cette Verbandsgemeinde est dans la ville de Konz.
La Verbandsgemeinde de Konz consiste en cette liste d'Ortsgemeinden (municipalités locales) :

Localisation de la Verbandsgemeinde de Konz dans l'arrondissement de Trèves-Sarrebourg

1. Kanzem
2. Konz
3. Nittel
4. Oberbillig
5. Onsdorf
6. Pellingen
7. Tawern
8. Temmels
9. Wasserliesch
10. Wawern
11. Wellen
12. Wiltingen